# Georg av Grekland och Danmark
Georg av Grekland och Danmark, född 24 juni 1869 på Korfu, död 25 november 1957 i Paris, var en grekisk prins och regent på Kreta.

## Biografi
Prins Georg var son till kung Georg I av Grekland, utbildades till sjöofficer i Danmark och förde befäl över en eskader i det grekisk-turkiska kriget 1897.
På förslag av Nikolaj II av Ryssland (hans kusin) , som Georg 1891 räddat undan ett attentat i Japan, blev Georg under anslutning av Storbritannien, Frankrike och Italien utsedd till överkommissarie på Kreta, vilket något minskade den grekiska besvikelsen över det misslyckade kriget. Då Georgs projekt att införliva Kreta med Grekland stötte på stormakternas motstånd och han dessutom hade slitningar med kretensaren Eleutherios Venizelos, avgick han 1906.
Han gifte sig 1907 i Paris (borgerligt) och i Aten (kyrkligt) med prinsessan Marie Bonaparte (1882-1962), dotter till prins Roland Bonaparte.

## Barn
- Peter av Grekland och Danmark (1908-1980) , gift med Irene Ovchinnikova
- Eugenie av Grekland och Danmark (1910-1989) , gift med 1) prins Dominic Radziwill (skilda 1946), 2) Raymondo, prins della Torre e Tasso

## Utmärkelser
- Riddare av Serafimerorden, 20 maj 1919.[4]